# 爪形文土器
爪形文土器（つめがたもんどき）は、縄文土器の一様式で、縄文時代草創期中葉に編年される。主としてヒトの爪や種々の工具を用いた刺突や押圧、摘み出し加工により施された器面の文様（爪形文）を特徴とする。また、長野県諏訪市諏訪湖底曽根遺跡からの出土例から、曽根式土器とも呼ばれる。

## 概要
爪形文はその名の通り、器面に付された文様が人間の爪を刺突・押圧したものに似ていることから命名された文様である。草創期の爪形文の施文具は、人間の爪先そのものである場合と、ヘラ状・棒状・竹管など種々な工具である場合が想定されている。
草創期の爪形文を有する土器の分布は広範で、北は北海道南部の遺跡から南は九州までの出土例が知られている。
なお、草創期、すなわち最古の縄文土器群には、爪形文土器をはじめ無文土器・豆粒文土器・隆起線文土器・円孔文土器・多縄文土器等があるが、これらの正確な先後関係については不明部分を含む。しかし、これらは少なくとも日本列島に登場した最初の土器とその流れを汲む、いわゆる最古の土器群として、包括的に把握することができると考えられている。

## 研究史
1909年、自然人類学者の坪井正五郎は長野県の諏訪湖底曽根遺跡で採集した土器を爪形文としたが、類例がなかなか発見されなかった。1929年刊『日本石器時代提要』では、この文様は諸磯式土器（神奈川県三浦市にある諸磯貝塚より出土した土器およびそれに類するもの）特有のものと記されている。しかし、1959年に相沢忠洋が、群馬県新田郡笠懸村西鹿田遺跡で、撚糸文土器より下に爪形文土器を発見したことにより、ようやく位置づけられた。
1960年に考古学者の山内清男は、各地出土の爪形文土器の施文部分に一定の共通性がある点を認め、「小瀬ガ沢下層、それと比較し得る諏訪湖曽根、群馬県西鹿田、日向洞窟土器の一部には口頸部に狭い所謂爪形文その他の文様帯がある」と指摘した。そして同年、芹沢長介と鎌木義昌が長崎県福井洞穴で、隆線文土器より上位、押型文土器より下位に爪形文土器を層位的に発掘し、ここにようやく爪形文土器の編年的位置が確定した。
しかし、爪形文土器は出土資料が極めて少なく、全形復元ができる資料も限定されるため、その組成も不明で今後に課題を残している。

## 形状
爪形文土器は器面全体を爪形文で覆い、形状は水平口縁の深鉢である。しかしその内容は複雑であり、爪形文といっても多岐にわたり、その形状や施文方法によって細分が可能である。たとえば、「幅広でやや丸みをおびた爪形文が施されるもの」、「やや幅広の三日月状を呈する爪形文が施されるもの」、「幅の狭い三日月状を呈する爪形文が施されるもの」、「幅広のやや丸みをおびた爪形文と幅の狭い三日月状の爪形文が併用されるもの」、「半截竹管による爪形文がめぐるもの」、「爪形文と押圧縄文が併用されるもの」などがある。